# Atletiek op de Zomeruniversiade 2009
Onderstaand volgen de medaillewinnaars op de atletieknummers tijdens de Zomeruniversiade 2009 in Belgrado, Servië.

## Medailles

### 100 m
Mannen
| Plaats | Naam             | Land     | Tijd  |
| ------ | ---------------- | -------- | ----- |
| Goud   | Rolando Palacios | Honduras | 10,30 |
| Zilver | Amr Seoud        | Egypte   | 10,31 |
| Brons  | Masashi Eriguchi | Japan    | 10,33 |

Vrouwen
| Plaats | Naam             | Land     | Tijd  |
| ------ | ---------------- | -------- | ----- |
| Goud   | Lina Grincikait  | Litouwen | 11,31 |
| Zilver | Momoko Takahashi | Japan    | 11,52 |
| Brons  | Sonia Tavares    | Portugal | 11,54 |

### 200 m
Mannen
| Plaats | Naam           | Land         | Tijd  |
| ------ | -------------- | ------------ | ----- |
| Goud   | Ramil Goelijev | Azerbeidzjan | 20,04 |
| Zilver | Amr Seoud      | Egypte       | 20,52 |
| Brons  | Thuso Mpuang   | Zuid-Afrika  | 20,69 |

Vrouwen
| Plaats | Naam             | Land          | Tijd  |
| ------ | ---------------- | ------------- | ----- |
| Goud   | Monique Williams | Nieuw-Zeeland | 23,11 |
| Zilver | Isabel Le Roux   | Zuid-Afrika   | 23,18 |
| Brons  | Sabina Veit      | Slovenië      | 23,34 |

### 400 m
Mannen
| Plaats | Naam           | Land       | Tijd  |
| ------ | -------------- | ---------- | ----- |
| Goud   | Yuzo Kanemaru  | Japan      | 45,68 |
| Zilver | Clemens Zeller | Oostenrijk | 46,12 |
| Brons  | Daniel Harper  | Canada     | 46,22 |

Vrouwen
| Plaats | Naam              | Land    | Tijd  |
| ------ | ----------------- | ------- | ----- |
| Goud   | Fatou Bintou Fall | Senegal | 51,65 |
| Zilver | Esther Akinsulie  | Canada  | 51,70 |
| Brons  | Carline Muir      | Canada  | 52,07 |

### 800 m
Mannen
| Plaats | Naam            | Land     | Tijd    |
| ------ | --------------- | -------- | ------- |
| Goud   | Sajjad Moradi   | Iran     | 1.48,02 |
| Zilver | Goran Nava      | Servië   | 1.48,06 |
| Brons  | Fabiano Peçanha | Brazilië | 1.48,07 |

Vrouwen
| Plaats | Naam              | Land      | Tijd    |
| ------ | ----------------- | --------- | ------- |
| Goud   | Madeleine Pape    | Australië | 2.01,91 |
| Zilver | Olga Cristea      | Moldavië  | 2.03,49 |
| Brons  | Rebecca Johnstone | Canada    | 2.03,67 |

### 1500 m
Mannen
| Plaats | Naam                | Land     | Tijd    |
| ------ | ------------------- | -------- | ------- |
| Goud   | Viatcheslav Sokolov | Rusland  | 3.42,49 |
| Zilver | Samir Khadar        | Algerije | 3.42,50 |
| Brons  | Goran Nava          | Servië   | 3.42,88 |

Vrouwen
| Plaats | Naam                | Land      | Tijd    |
| ------ | ------------------- | --------- | ------- |
| Goud   | Marina Muncan       | Servië    | 4.15,53 |
| Zilver | Kaila Mcknight      | Australië | 4.16,10 |
| Brons  | Elena Garcia Grimau | Spanje    | 4.17,02 |

### 5000 m
Mannen
| Plaats | Naam          | Land        | Tijd     |
| ------ | ------------- | ----------- | -------- |
| Goud   | Halil Akkas   | Turkije     | 14.06,96 |
| Zilver | Piedra Bayron | Ecuador     | 14.07,11 |
| Brons  | Elroy Gelant  | Zuid-Afrika | 14.07,97 |

Vrouwen
| Plaats | Naam              | Land     | Tijd     |
| ------ | ----------------- | -------- | -------- |
| Goud   | Sara Moreira      | Portugal | 15.32,78 |
| Zilver | Kasumi Nishihara  | Japan    | 15.46,95 |
| Brons  | Natalia Medvedeva | Rusland  | 15.49,60 |

### 10.000 m
Mannen
| Plaats | Naam             | Land        | Tijd     |
| ------ | ---------------- | ----------- | -------- |
| Goud   | Sibabalwe Mzazi  | Zuid-Afrika | 28.21,44 |
| Zilver | Denis Mayaud     | Frankrijk   | 28.21,50 |
| Brons  | Lungisa Mdedelwa | Zuid-Afrika | 28.21,52 |

Vrouwen
| Plaats | Naam             | Land        | Tijd     |
| ------ | ---------------- | ----------- | -------- |
| Goud   | Kasumi Nishihara | Japan       | 33.14,62 |
| Zilver | Tatiana Shutova  | Rusland     | 33.29,99 |
| Brons  | Volha Minina     | Wit-Rusland | 33.32,35 |

### halve marathon
Mannen
| Plaats | Naam           | Land   | Tijd    |
| ------ | -------------- | ------ | ------- |
| Goud   | Zhao Ran       | China  | 1:04.28 |
| Zilver | Tomoya Onishi  | Japan  | 1:04.30 |
| Brons  | Francesco Bona | Italië | 1:04.35 |

Vrouwen
| Plaats | Naam           | Land  | Tijd    |
| ------ | -------------- | ----- | ------- |
| Goud   | Chisato Saito  | Japan | 1:13.44 |
| Zilver | Kikuyo Tsuzaki | Japan | 1:14.03 |
| Brons  | Sayo Nomura    | Japan | 1:14.23 |

### 3000 m steeplechase
Mannen
| Plaats | Naam            | Land      | Tijd    |
| ------ | --------------- | --------- | ------- |
| Goud   | Ion Luchianov   | Moldavië  | 8.25,79 |
| Zilver | Halil Akkas     | Turkije   | 8.25,80 |
| Brons  | Steffen Uliczka | Duitsland | 8.26,18 |

Vrouwen
| Plaats | Naam           | Land     | Tijd       |
| ------ | -------------- | -------- | ---------- |
| Goud   | Sara Moreira   | Portugal | 9.32,62 UR |
| Zilver | Ancuța Bobocel | Roemenië | 9.38,14    |
| Brons  | Türkan Erismis | Turkije  | 9.38,87    |

### 110 m horden
Mannen
| Plaats | Naam           | Land        | Tijd  |
| ------ | -------------- | ----------- | ----- |
| Goud   | Yin Jing       | China       | 13,38 |
| Zilver | Lehann Fourie  | Zuid-Afrika | 13,66 |
| Brons  | Emanuele Abate | Italië      | 13,70 |

### 100 m horden
Vrouwen
| Plaats | Naam               | Land          | Tijd  |
| ------ | ------------------ | ------------- | ----- |
| Goud   | Nevin Yanit        | Turkije       | 12,89 |
| Zilver | Sonata Tamosaityte | Litouwen      | 13,10 |
| Brons  | Andrea Miller      | Nieuw-Zeeland | 13,13 |

### 400 m horden
Mannen
| Plaats | Naam             | Land       | Tijd  |
| ------ | ---------------- | ---------- | ----- |
| Goud   | Tristan Thomas   | Oostenrijk | 48,75 |
| Zilver | Kazuaki Yoshida  | Japan      | 49,78 |
| Brons  | Michaël Bultheel | België     | 49,79 |

Vrouwen
| Plaats | Naam             | Land       | Tijd  |
| ------ | ---------------- | ---------- | ----- |
| Goud   | Vanja Stambolova | Bulgarije  | 55,14 |
| Zilver | Jonna Tilgner    | Duitsland  | 56,02 |
| Brons  | Sara Petersen    | Denemarken | 56,40 |

### hoogspringen
Mannen
| Plaats | Naam              | Land    | Hoogte |
| ------ | ----------------- | ------- | ------ |
| Goud   | Edvard Maltsjenko | Rusland | 2,23   |
| Zilver | Michael Mason     | Canada  | 2,23   |
| Brons  | Ivan Ilitsjev     | Rusland | 2,20   |

Vrouwen
| Plaats | Naam                 | Land       | Hoogte |
| ------ | -------------------- | ---------- | ------ |
| Goud   | Ariane Friedrich     | Duitsland  | 2,00   |
| Zilver | Jekaterina Jevsejeva | Kazachstan | 1,91   |
| Brons  | Julia Wanner         | Duitsland  | 1,91   |

### polsstokhoogspringen
Mannen
| Plaats | Naam              | Land      | Hoogte |
| ------ | ----------------- | --------- | ------ |
| Goud   | Alexander Gripich | Rusland   | 5,60   |
| Zilver | Giorgio Piantella | Italië    | 5,45   |
| Brons  | Hendrik Gruber    | Duitsland | 5,55   |

Vrouwen
| Plaats | Naam               | Land        | Hoogte |
| ------ | ------------------ | ----------- | ------ |
| Goud   | Jirina Ptacnikova  | Tsjechië    | 4,55   |
| Zilver | Nicole Büchler     | Zwitserland | 4,50   |
| Brons  | Kristina Gadschiew | Duitsland   | 4,50   |

### verspringen
Mannen
| Plaats | Naam             | Land       | Afstand |
| ------ | ---------------- | ---------- | ------- |
| Goud   | Kim Deok-Hyeon   | Zuid-Korea | 8,41    |
| Zilver | Ndiss Kaba Badji | Senegal    | 8,19    |
| Brons  | Marcin Starzak   | Polen      | 8,10    |

Vrouwen
| Plaats | Naam             | Land    | Afstand |
| ------ | ---------------- | ------- | ------- |
| Goud   | Ivana Španović   | Servië  | 6,64    |
| Zilver | Irina Kryachkova | Rusland | 6,47    |
| Brons  | Ruky Abdulai     | Canada  | 6,44    |

### hink-stap-springen
Mannen
| Plaats | Naam              | Land     | Afstand |
| ------ | ----------------- | -------- | ------- |
| Goud   | Nelson Évora      | Portugal | 17,22   |
| Zilver | Dairon Fuente     | Cuba     | 17,13   |
| Brons  | Vladimir Letnicov | Moldavië | 16,80   |

Vrouwen
| Plaats | Naam               | Land    | Afstand |
| ------ | ------------------ | ------- | ------- |
| Goud   | Yarianna Martínez  | Cuba    | 14,40   |
| Zilver | Natalia Kutyakova  | Rusland | 14,14   |
| Brons  | Anastasia Matveeva | Rusland | 13,94   |

### kogelstoten
Mannen
| Plaats | Naam               | Land    | Afstand |
| ------ | ------------------ | ------- | ------- |
| Goud   | Soslan Tsyrikhov   | Rusland | 19,59   |
| Zilver | Zhang Jun          | China   | 19,58   |
| Brons  | Krzysztof Krzywosz | Polen   | 19,38   |

Vrouwen
| Plaats | Naam          | Land        | Afstand |
| ------ | ------------- | ----------- | ------- |
| Goud   | Mailín Vargas | Cuba        | 18,91   |
| Zilver | Chiara Rosa   | Italië      | 18,21   |
| Brons  | Alena Kopets  | Wit-Rusland | 17,48   |

### discuswerpen
Mannen
| Plaats | Naam            | Land      | Afstand |
| ------ | --------------- | --------- | ------- |
| Goud   | Mohammad Samimi | Iran      | 65,33   |
| Zilver | Mahmoud Samimi  | Iran      | 64,67   |
| Brons  | Markus Münch    | Duitsland | 63,76   |

Vrouwen
| Plaats | Naam            | Land      | Afstand |
| ------ | --------------- | --------- | ------- |
| Goud   | Dani Samuels    | Australië | 62,48   |
| Zilver | Zaneta Glanc    | Polen     | 60,57   |
| Brons  | Kateryna Karsak | Oekraïne  | 60,47   |

### kogelslingeren
Mannen
| Plaats | Naam             | Land        | Afstand |
| ------ | ---------------- | ----------- | ------- |
| Goud   | Yury Shayunou    | Wit-Rusland | 76,92   |
| Zilver | James Steacy     | Canada      | 74,88   |
| Brons  | Oleksiy Sokyrsky | Oekraïne    | 73,73   |

Vrouwen
| Plaats | Naam             | Land      | Afstand  |
| ------ | ---------------- | --------- | -------- |
| Goud   | Betty Heidler    | Duitsland | 75,83 UR |
| Zilver | Martina Hrašnová | Slovenië  | 72,85    |
| Brons  | Kathrin Klaas    | Duitsland | 70,97    |

### speerwerpen
Mannen
| Plaats | Naam            | Land          | Afstand |
| ------ | --------------- | ------------- | ------- |
| Goud   | Ainars Kovals   | Letland       | 81,58   |
| Zilver | Stuart Farquhar | Nieuw-Zeeland | 79,48   |
| Brons  | Park Jae-Myong  | Zuid-Korea    | 79,29   |

Vrouwen
| Plaats | Naam            | Land        | Afstand |
| ------ | --------------- | ----------- | ------- |
| Goud   | Sunette Viljoen | Zuid-Afrika | 62,52   |
| Zilver | Vira Rebryk     | Oekraïne    | 61,02   |
| Brons  | Mareike Rittweg | Duitsland   | 59,44   |

### tienkamp
Mannen
| Plaats | Naam              | Land          | Punten |
| ------ | ----------------- | ------------- | ------ |
| Goud   | Mikalai Shubianok | Wit-Rusland   | 7960   |
| Zilver | Brent Newdick     | Nieuw-Zeeland | 7874   |
| Brons  | Attila Szabó      | Hongarije     | 7748   |

### zevenkamp
Vrouwen
| Plaats | Naam                     | Land     | Punten |
| ------ | ------------------------ | -------- | ------ |
| Goud   | Jessica Samuelsson       | Zweden   | 6004   |
| Zilver | Jana Koresova            | Tsjechië | 5956   |
| Brons  | Saludes Cristina Barcena | Spanje   | 5828   |

### snelwandelen
Mannen
| Plaats | Naam              | Land     | Tijd       |
| ------ | ----------------- | -------- | ---------- |
| Goud   | Sergej Bakoelin   | Rusland  | 1:20.52 UR |
| Zilver | Andrey Ruzavin    | Rusland  | 1:21.08    |
| Brons  | Moacir Zimmermann | Brazilië | 1:21.35    |

Vrouwen
| Plaats | Naam            | Land    | Tijd       |
| ------ | --------------- | ------- | ---------- |
| Goud   | Olga Mikhailova | Rusland | 1:30.43 UR |
| Zilver | Masumi Fuchise  | Japan   | 1:31.42    |
| Brons  | Olga Povalyaeva | Rusland | 1:33.58    |

### 4 x 100 m estafette
Mannen
| Plaats | Naam                                                             | Land        | Tijd  |
| ------ | ---------------------------------------------------------------- | ----------- | ----- |
| Goud   | Maxim Mokrousov Ivan Teplykh Roman Smirnov Konstantin Petryashov | Rusland     | 39,21 |
| Zilver | Robert Kubaczyk Artur Zaczek Kamil Masztak Dariusz Kuc           | Polen       | 39,33 |
| Brons  | Leigh Julius Thuso Mpuang Kagisho Kumbane Wilhelm van der Vyver  | Zuid-Afrika | 39,52 |

Vrouwen
| Plaats | Naam                                                                           | Land      | Tijd  |
| ------ | ------------------------------------------------------------------------------ | --------- | ----- |
| Goud   | Audrey Alloh Doris Tomasini Giulia Arcioni Maria Aurora Salvagno               | Italië    | 43,83 |
| Zilver | Ewelina Ptak Marika Popowicz Dorota Jedrusinska Marta Jeschke Iwona Brzezinska | Polen     | 43,96 |
| Brons  | Laetitia Denis Ayodele Ikuesan Amandine Elard Lucienne M'belu                  | Frankrijk | 44,31 |

### 4 x 400 m estafette
Mannen
| Plaats | Naam                                                                               | Land       | Tijd    |
| ------ | ---------------------------------------------------------------------------------- | ---------- | ------- |
| Goud   | Brendan Cole Tristan Thomas Christopher Troode Sean Wroe Clay Watkins John Burstow | Oostenrijk | 3.03,67 |
| Zilver | Witold Banka Kacper Kozłowski Piotr Kedzia Rafal Wieruszewski Piotr Wiaderek       | Polen      | 3.05,69 |
| Brons  | Hideyuki Hirose Yusuke Ishitsuka Kazuaki Yoshida Yuzo Kanemaru                     | Japan      | 3.06,46 |

Vrouwen
| Plaats | Naam                                                                          | Land    | Tijd    |
| ------ | ----------------------------------------------------------------------------- | ------- | ------- |
| Goud   | Carline Muir Amonn Nelson Kimberly Hyacinthe Esther Akinsulie                 | Canada  | 3.33,09 |
| Zilver | Ekaterina Voronenkova Alexandra Zaytseva Nadezda Sozontova Ekaterina Vukolova | Rusland | 3.34,45 |
| Brons  | Ndeye Fatouseck Soumah Mame Fatou Faye Fatou Diabaye Fatou Bintou Fall        | Senegal | 3.36,33 |

## Medaillespiegel
| Plaats | Land          | Goud | Zilver | Brons | Totaal |
| 1      | Rusland       | 7    | 5      | 4     | 16     |
| 2      | Australië     | 4    | 1      | 0     | 5      |
| 3      | Japan         | 3    | 6      | 3     | 12     |
| 4      | Portugal      | 3    | 0      | 1     | 4      |
| 5      | Zuid-Afrika   | 2    | 2      | 4     | 8      |
| 6      | Duitsland     | 2    | 1      | 7     | 10     |
| 7      | Servië        | 2    | 1      | 1     | 4      |
| 7      | Turkije       | 2    | 1      | 1     | 4      |
| 9      | Zwitserland   | 2    | 1      | 0     | 3      |
| 9      | Cuba          | 2    | 1      | 0     | 3      |
| 9      | Iran          | 2    | 1      | 0     | 3      |
| 12     | Wit-Rusland   | 2    | 0      | 2     | 4      |
| 13     | Canada        | 1    | 3      | 4     | 8      |
| 14     | Italië        | 1    | 2      | 2     | 5      |
| 15     | Nieuw-Zeeland | 1    | 2      | 1     | 4      |
| 16     | Moldavië      | 1    | 1      | 1     | 3      |
| 16     | Senegal       | 1    | 1      | 1     | 3      |
| 18     | Tsjechië      | 1    | 1      | 0     | 2      |
| 18     | Litouwen      | 1    | 1      | 0     | 2      |
| 20     | Zuid-Korea    | 1    | 0      | 1     | 2      |
| 21     | Azerbeidzjan  | 1    | 0      | 0     | 1      |
| 21     | Bulgarije     | 1    | 0      | 0     | 1      |
| 21     | Honduras      | 1    | 0      | 0     | 1      |
| 21     | Litouwen      | 1    | 0      | 0     | 1      |
| 21     | Zweden        | 1    | 0      | 0     | 1      |
| 26     | Polen         | 0    | 4      | 2     | 6      |
| 27     | Egypte        | 0    | 2      | 0     | 2      |
| 28     | Oekraïne      | 0    | 1      | 2     | 3      |
| 29     | Frankrijk     | 0    | 1      | 1     | 2      |
| 30     | Algerije      | 0    | 1      | 0     | 1      |
| 30     | Oostenrijk    | 0    | 1      | 0     | 1      |
| 30     | Ecuador       | 0    | 1      | 0     | 1      |
| 30     | Kazachstan    | 0    | 1      | 0     | 1      |
| 30     | Roemenië      | 0    | 1      | 0     | 1      |
| 30     | Slowakije     | 0    | 1      | 0     | 1      |
| 30     | Zwitserland   | 0    | 1      | 0     | 1      |
| 37     | Brazilië      | 0    | 0      | 2     | 2      |
| 37     | Spanje        | 0    | 0      | 2     | 2      |
| 39     | België        | 0    | 0      | 1     | 1      |
| 39     | Denemarken    | 0    | 0      | 1     | 1      |
| 39     | Hongarije     | 0    | 0      | 1     | 1      |
| 39     | Slovenië      | 0    | 0      | 1     | 1      |
| Totaal | Totaal        | 46   | 46     | 46    | 138    |

Atletiek · Basketbal · Boogschieten · Duiken · Gymnastiek · Judo · Schermen · Taekwondo · Tafeltennis · Tennis · Voetbal · Volleybal · Waterpolo · Zwemmen